# Eupithecia postulata
Eupithecia postulata är en fjärilsart som beskrevs av András Vojnits 1975. Eupithecia postulata ingår i släktet Eupithecia och familjen mätare. Inga underarter finns listade i Catalogue of Life.